# Corsia (plantengeslacht)
Corsia is een geslacht van planten uit de familie Corsiaceae, dat 23 soorten omvat.

## Soorten
Sectie Unguiculatis
- Corsia acuminata
- Corsia cornuta
- Corsia purpurata
  - Corsia purpurata var. purpurata
  - Corsia purpurata var. wiakabui
- Corsia triceratops
- Corsia unguiculata
- Corsia viridopurpurea

Sectie Sessilis
- Corsia arfakensis
- Corsia boridiensis
- Corsia brassii
- Corsia clypeata
- Corsia cordata
- Corsia crenata
- Corsia cyclopensis
- Corsia haianjensis
- Corsia huonensis
- Corsia lamellata
- Corsia merimantaensis
- Corsia ornata
- Corsia papuana
- Corsia pyramidata
- Corsia resiensis
- Corsia torricellensis
- Corsia wubungu